# Savukoski

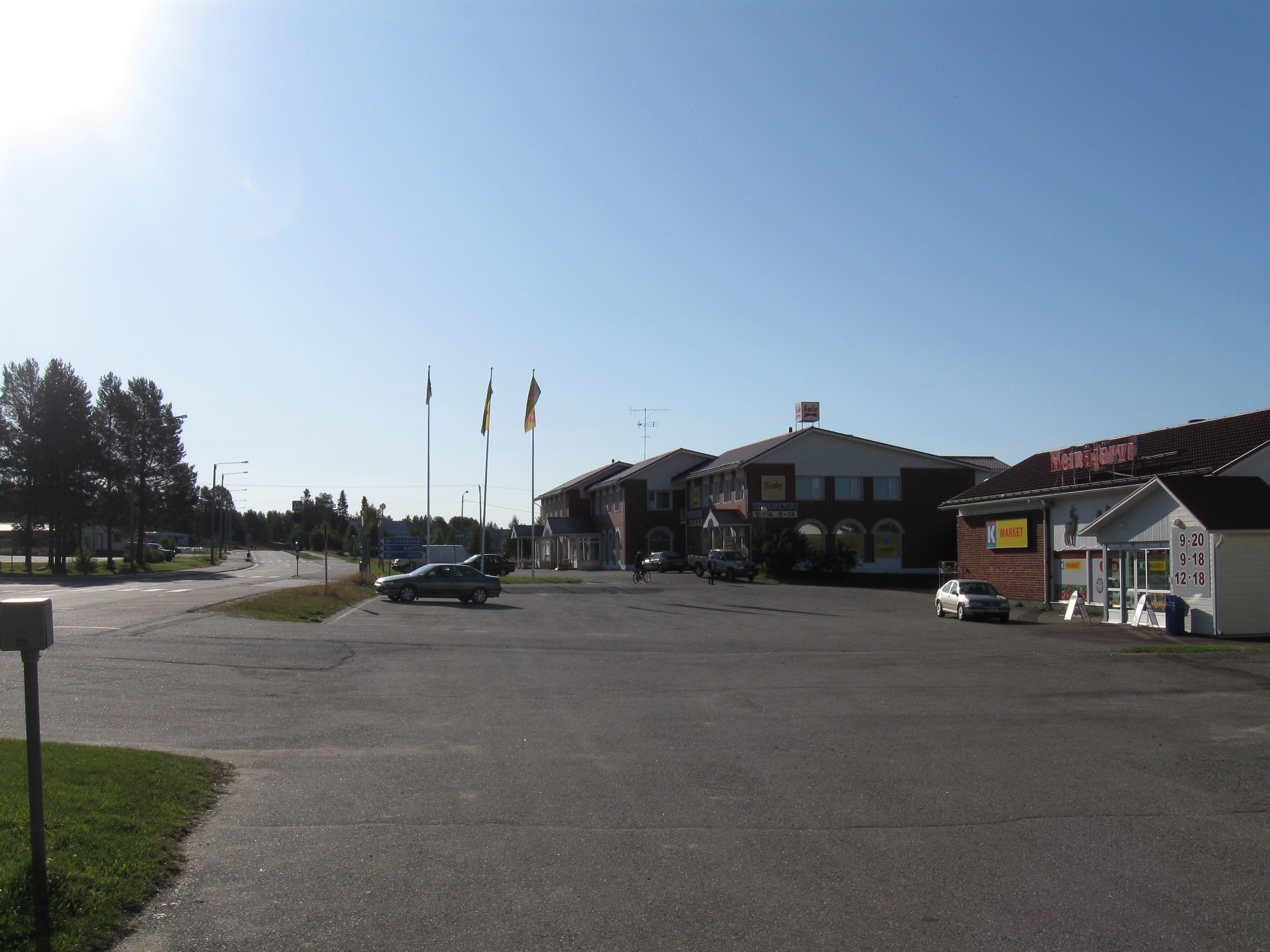
Centre de Savukoski

Savukoski (en sami:Suovâkuoškâ i Suovvaguoika) és un municipi de la Lapònia Finlandesa. Té 1.152 habitants (2012) i ocupa una superfície de 6.496 km². Va ser fundat l'any 1916. Segons una llegenda la seu de Santa Claus (Joulupukki) es troba a la muntanya Korvatunturi ("Muntanya orella") dins del municipi de Savukoski. Hi discorre el riu Kemijoki. L'explotació forestal i la cria de rens són part de l'economia del municipi. Hi ha deu vegades més rens que persones a Savukoski. Actualment també el turisme és important.
El Parc Nacional Urho Kekkonen es troba parcialment dins Savukoski.